# Desastre do Cais do Sodré
O desastre do Cais do Sodré foi um acidente ferroviário ocorrido em 28 de maio de 1963, na Estação Ferroviária do Cais do Sodré, terminal da Linha de Cascais na cidade de Lisboa, em Portugal. A cobertura das plataformas abateu, fazendo 49 mortos e 69 feridos.

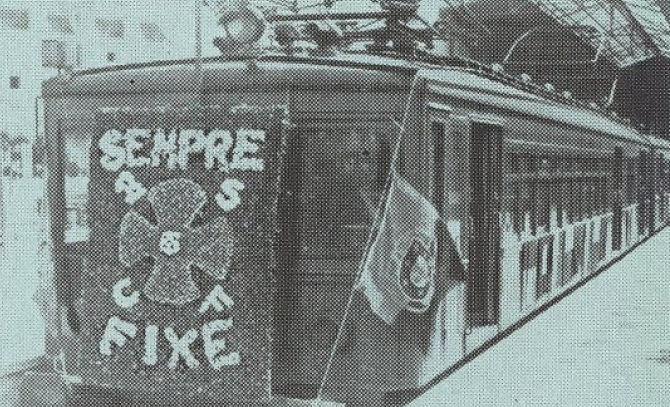
Comboio do Batalhão de Sapadores dos Caminhos de Ferro no Cais do Sodré em 1935, vendo-se ainda a antiga cobertura metálica, substituída pela estrutura em betão que ruiu neste acidente.

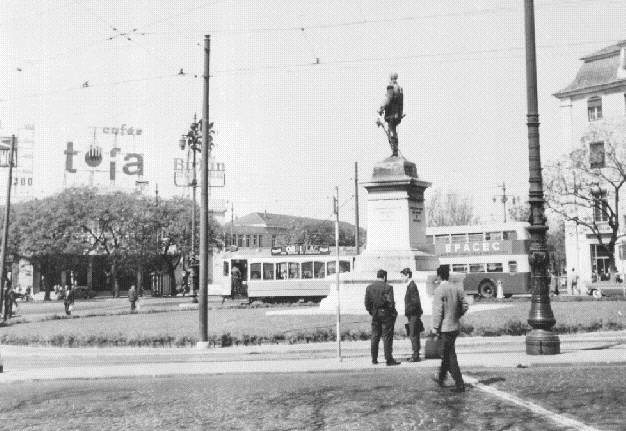
Edifício da estação antes do desabamento, ainda com reclamo Tofa.

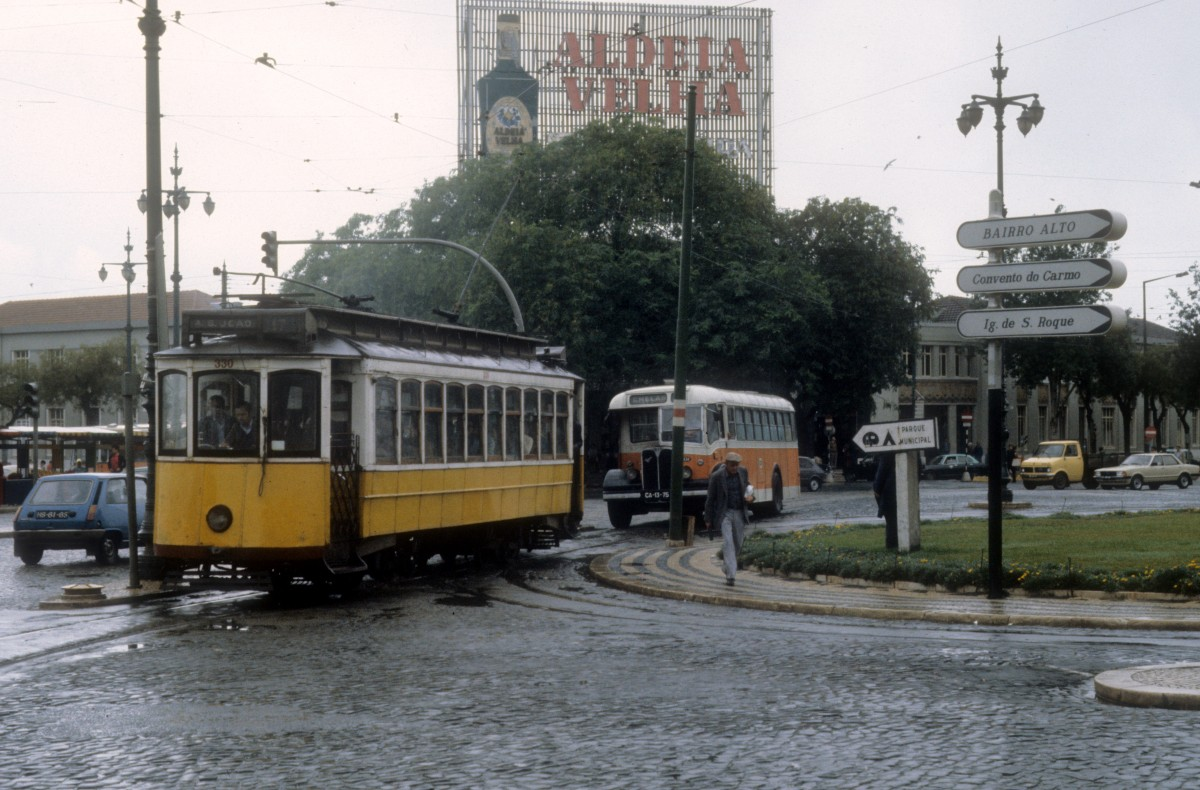
Edifício da estação em 1982, já com reclamo substituto (Aldeia Velha)

## Antecedentes
A estação do Cais do Sodré é uma gare ferroviária na Linha de Cascais, inaugurada em 4 de setembro de 1895. Na década de 1920 foi alvo de profundas obras de remodelação, com um novo edifício concebido por Pardal Monteiro, tendo a estação sido reinaugurada em 18 de agosto de 1928. A nova estrutura utilizava predominantemente o ferro e o betão, materiais em voga durante o período modernista.
Pouco tempo antes do acidente, tinha sido construído um novo alpendre sobre as plataformas da estação do Cais do Sodré, em ferro e betão. Esta obra foi motivada pela necessidade de aumentar o número de vias na estação, e por isso remover algumas plataformas, as quais suportavam pilares da cobertura metálica, que também teve de ser substituída. Uma vez que os trabalhos foram feitos com um ritmo irregular, de forma a afectar o mínimo possível o trânsito dos comboios, a obra foi directamente administrada pela empresa em vez de utilizar um regime de empreitada. Foi executada pela sociedade de construções Manil, seguindo um projecto orientado pelo engenheiro Nuno Martins.

## O acidente
Às 16 horas e 7 minutos do dia 28 de maio de 1963, hora em que se registava um movimento normal na estação, a cobertura dos alpendres ruiu, soterrando mais de uma centena de pessoas, das quais 49 morreram e 69 ficaram feridas.

## Investigação
O Presidente do Conselho foi imediatamente avisado, e o Chefe de Estado dirigiu-se ao local, onde permaneceu mais de uma hora. Para a investigação deste acidente, os Ministros das Obras Públicas, Interior, Comunicações e Saúde formaram uma comissão de inquérito, que iniciou imediatamente os seus trabalhos. No dia seguinte, o Ministro da Saúde e Assistência emitiu um despacho, nomeando o Instituto de Assistência à Família para fazer um inquérito sobre a situação financeira das famílias das vítimas neste acidente, e que abrisse uma conta especial para os subsídios a atribuir. Em 16 de junho, a Sociedade Estoril já tinha enviado um comunicado à imprensa, onde exprimiu as suas condolências às famílias das vítimas, e relatou que ainda estavam a decorrer as investigações por parte da comissão de inquérito e da Polícia Judiciária. Informou igualmente que tinha consultado o Laboratório Nacional de Engenharia Civil, para apurar sobre o estado das estações e abrigos ao longo da Linha de Cascais.
No relatório de 1965 da Sociedade Estoril, aprovado em 30 de Março de 1966, foram mencionados os desastres de 31 de Março de 1952, na Gibalta, e de 28 de Março de 1963, tendo um estudo do engenheiro Edgar Cardoso apurado que a culpa do acidente do Cais do Sodré deveu-se ao projectista. Por este motivo, a operadora comprometeu-se a pagar 2062 contos em indemnizações e 211 contos em pensões, faltando então entrar em acordo com sete vítimas.